# Кочанов Олексій Іванович
Олексій Івáнович Кочáнов (18 жовтня 1972, Уральськ, Казахська РСР) — колишній генеральний директор найбільшого в Україні аеропорту «Бориспіль».

## Біографія
Народився 18 жовтня 1972 р. в м. Уральськ Казахської РСР в родині службовців. У 1995 році закінчив економічний факультет Київського міжнародного університету інженерів цивільної авіації, спеціальність — «інженер-економіст (маркетолог)». Підвищував кваліфікацію на курсах міжнародних організацій цивільної авіації, зокрема, IATA (Швейцарія, Чехія) і компанії AirbusIndustry (Франція).
Трудову діяльність розпочав у 1995 р. в Державній авіаційній адміністрації України (інженер першої категорії).
З 1996 по 2007 рр. займав різні посади на підприємствах цивільної авіації України. У тому числі сім років працював в авіакомпанії «АероСвіт», де обіймав посади менеджера, директора з маркетингу, першого заступника генерального директора.
До 2009 р. працював в девелоперській компанії «Меганом». У 2009 р. був керівником ТОВ «Одеса аеропорт девелопмент».
У 2011 р. очолив ТОВ «Міжнародний аеропорт „Одеса“», створене на базі майна комунального підприємства Міжнародний аеропорт «Одеса». Згідно з рішенням одеської міськради від 8 липня 2011 р. було створено ТОВ «Міжнародний аеропорт „Одеса“», 25 % акцій якого було закріплено у комунальній власності (в особі КП «Міжнародний аеропорт „Одеса“»), а 75 % акцій передано ТОВ «Одеса аеропорт Девелопмент», заснованому фірмою Odessa Airport Development Ltd (Велика Британія). В обмін на передачу активів інвестор взяв на себе зобов'язання побудувати новий аеровокзальний комплекс та реконструювати злітно-посадкову смугу, вклавши $ 180 мільйонів. ЗМІ тоді різко критикували це рішення і повідомляли з посиланням на заяви депутатів міськради, що за компанією стоять одеські бізнесмени Борис Кауфман і Олександр Грановський.
Очолював ТОВ «Аеропорт Хендлінг», яке з 2013 р. є монополістом у наданні хендлінгових послуг в аеропортах «Бориспіль» і «Сімферополь».
З 24 липня 2013 по 23 березня 2017 року р. — генеральний директор міжнародного аеропорту «Бориспіль». Член Європейської ради аеропортів [Архівовано 1 квітня 2022 у Wayback Machine.] (AirportsCouncilInternational).